# Munkácsi Márton
Munkácsi Márton (Mermelstein Márk), később Martin Munkácsi (Kolozsvár, 1896. május 18. – New York, 1963. július 14.) világhírű magyar fotográfus.

## Életútja
A szülők, Mermelstein Salamon Lipót és Grünwald Ida (1869–1924) eredetileg a Márk nevet adták az 1896. május 18-án született gyermeknek. A Mermelstein nevet a szobafestő apa később Munkácsira magyarosította. 
Márton csak alapfokú iskolákat végzett, de falta a könyveket. Családja 1911-ben költözött Budapestre, ahol kezdetben szobafestőnek tanult (1912). Tizenhét évesen már versei jelentek meg, ekkor figyeltek fel tehetségére. Majd az Est és más lapok tudósítója lett, 1913 és 1917 között különféle sporteseményekről küld beszámolókat, és tudósításainak illusztrálása véget vett először fényképezőgépet a kezébe. 1918-ban Budapesten házasságot kötött Schuszter Máriával. 1925-ben elváltak. Második házastársával, Citron József és Mattel Eszter lányával, Gizellával 1926-ban Budapesten, a Józsefvárosban kötött házasságot.

### Budapesten
1918-ban egy nem túl sikeresen működő portréfotó műtermet nyitott. Külső munkatársként is első állandó munkahelynek a Színházi Élet című szakmai hetilap tekinthető, ahol közel tíz éven keresztül dolgozott, és nem csak újságíróként, hanem egyben szerkesztői, és fotóriporteri feladatokat is ellátott, hatalmas munkabírásának köszönhetően. Az Incze Sándor és Harsányi Zsolt – földijei – szerkesztette egyre nevezetesebb színházi újság számára eleinte futball-riportokat készített. Incze felismerve Munkácsi kvalitásait egyre több, és egyre szélesebb körű feladatokkal bízta meg. 
Később, amikor Munkácsi már mint keresett amerikai fotóriporterként vált híressé, büszkén emlegette a jó amerikai kapcsolatokkal is rendelkező Incze, hogy a Színházi Élet "alma mater"-éből repült csillaga az ég felé. Incze gondoskodott, hogy a legjobb mesterek közelébe kerülve tanulja meg a szakma fortélyait, mint például Strelinsky, Gyenes János, Willinger László a lapnál dolgozó nagymesterek hatottak fényképezni tudására, de jó barátságot tartott fent, az ugyancsak a lapnál dolgozó Mayor Henrik karikaturistával is, aki a képalakítás, képkivágás, a kompozíció kialakítása terén nyújtott nagy segítséget Munkácsi számára. Munkácsi fotográfiai munkásságának egyik nagy erőssége éppen a szigorú, zárt akkor divatos bauhausi stílusú kompozíciós elvek megjelenítése, a kitűnő fény-árnyék hatások alkalmazásával, a kép mondanivalójával alkotott harmónia, diszharmónia megfeleltetésével.
Tudatos hajósnak a szél is segít mondják. Munkácsi hirtelen felívelő karrierjét, és ismertségét egy véletlenül elkészített fotójának köszönhette. 1923-ban egy futballmérkőzésről tért vissza a szerkesztőségbe, amikor a villamoson összeszólalkozó katonatiszt és egy idősebb férfi érdekesnek tűnő haragját rögzítette utolsó, még a gépben maradt filmjére. Majd visszaérkezvén a szerkesztőségbe, leadta az anyagot, és többnapos kiküldetését elkezdve, azonnal vidékre utazott. Mikor visszatért, akkor már a villamoson készült korábbi képe bírák előtt volt. Az idősebb férfit azzal vádolták, megölte a katonatisztet, de Munkácsi fényképe bebizonyította az önvédelem tényét. A fotó igazi szenzációt keltett, Munkácsi egy csapásra híressé vált, és alig egy évre rá, már keresett fényképésze lett a pesti sajtóknak. 
Dolgozott Az Estnek, a Pesti Naplónak, a Délibábnak, a Tolnai Világlapjának, a Ma Estének és más képes újságoknak. Képes beszámolói igen beszédesen árulkodtak arról a témáról, amelyet adott esetben kiválasztott, vagy szerkesztői kijelöltek számára. Lényegre törő képszerkesztéseivel többnyire a mondanivalóra irányította a szemlélődő figyelmét. Gyakorta fényképezte az "átlag embert", a kisembert. Cselédek vasárnapja, cipőpucoló kisfiúk a pesti utcán, a villamosküllőn lógó potyázókat, az un. "tujázókat", a Duna-parti kirakodómunkásokat, kubikosokat, az építkezésen dolgozó erdélyi menekülteket, a Deák téren várakozó, és szénhordókocsijukon pihenő, munkára várókat, koldusokat, és gazdag mágnásokat. 
Szociálisan érzékeny kamerája előtt, feltűnt az akkori Budapest valamennyi szereplője, olyan tálalásban, amelytől minden néző sajátjaként szemlélhette a körülötte élőket. Talán ez a képi nyelv volt az a titok, amely kapcsán Munkácsi karrierje oly gyorsan felfelé ívelt.
Első házassága rövid életű volt egy budapesti ismert operettprimadonnával. Második házasságát viszont épp ebben az időben kötötte, 1926-ban, amely házasságból megszületett Alice nevű kislánya, aki korán, tizenkét éves korában leukémiában hunyt el, később született gyermeke Joan sokat tett apja halála után, a neves fotóművész emlékének megőrzése, és ápolása terén. Számos későbbi könyv szerkesztője, szakértője volt, sőt önéletrajzi könyvében emlékezik meg édesapjáról.

### Németországban
Alapító tagja lett a Budapesti Fényképész Ipartestület Fotóriporter Szakosztályának, 1927-ben. Majd 1927 végén Munkácsi Berlinbe utazott, miután egyik szerkesztőjével hevesen összeszólalkozott anyagi természetű kérdésben. Berlinben egyenesen az Ullstein kiadóhoz fordult, amely akkor Európa egyik legnagyobb könyv-, képesfolyóirat-, és napilapkiadója volt. Ott kezdetben hároméves szerződést kapott, német viszonyok között is megbecsült fizetéssel. Berlinben kiemelkedő képek egész sorát állította elő, amelyek számos Ullstein-kiadványban jelentek meg, mint például a Koralle-ban, a Die Woche-ban, a Die Dame című női magazinban, vagy a Berliner Illustrierte Zeitung-ban, amely abban az időben, heti kétmilliós példányszámával Európa, de talán a világ legjobb képeslapja volt, mindaddig, ameddig vetélytársa, a Münchener Illustrierte meg nem jelent, amelyben eleinte szintén publikált Munkácsi.
Németországban 1931-1933 között számos jelentős fontos fotós évkönyv is közölte a képeit (Das Deutsche Lichtbild, Photographie, Modern Photography). Az Ullstein megbízásából keresztül-kasul utazta a világot, járt Libériában és Tanganyikában: itt készítette egyik leghíresebb felvételét, Három fiú a Tanganyika-tónált (1929 v. 1930). Sőt a Zeppelin léghajón Rio de Janeiróba is eljutott, de küldött képriportokat Törökországból épp úgy mint az Amerikai Egyesült Államokból is. Hitler hatalomra kerülése után nem érezte biztonságban magát Németországban, annak ellenére is, hogy egyelőre nem érintették az elsősorban a filmes világ átalakítását célzó megkülönböztetett intézkedések őt személy szerint.

### Amerikában
Az Ullstein ismét kiküldte őt Amerikába, hogy készítsen képriportokat. Egy ízben lefényképezte Randolph Hearst-öt mesés kaliforniai kastélyában, majd küldött képes beszámolót egy cowboy lovasbemutatóról, és még számos érdekes képet készített Berlin számára. Képei felkeltették a Harper's Bazaar című amerikai képeslap új szerkesztőjének, Carmel Snow-nak a figyelmét is, aki rövidesen szerződést kínált a magyar fényképésznek. Berlini helyzetét bizonytalannak látva, élt a lehetőséggel Munkácsi, és 1934 májusában végleg elhagyta Németországot.
Amerikában elsősorban divatfotói alapozták meg hírét. A modelleket – talán elsőként – kivitte a műteremből és természetes környezetben fényképezte őket, tágas limuzinok, égbenyúló toronyházak közegében. A jól fizető Harper's Bazaar szerződését, a még jobban jövedelmező reklám-megbízások követték. Gazdag és híres lett. Az 1940-es években érte el pályája csúcsát, amikor a Ladie's Home Journal-tól havi 4000 dolláros szerződést kapott, hogy családokat fényképezzen, a "Hogyan él Amerika" című sorozat számára. Az egyszerű emberektől, valamint a nyomorgó néger családoktól, az elnöki hivatal várományos famíliáig terjedő cikksorozat afféle igazi és Munkácsi felfogásához közelálló fotópublicisztikai széria volt, és talán jobban kedvelte, mint a Life, vagy a Look kissé – ehhez képest egyoldalúbb – fotóriportjait. Marlene Dietrich, Katharine Hepburn, Louis Armstrong, Fred Astaire és sok más akkori sztár állt kamerája előtt, megteremtve az ún. sztárportré műfaját.
1943-ban egy komoly szívroham után abba kellett hagynia a munkát, és ekkor úgy döntött, hogy ismét az írásnak szenteli az életét. 1943-1945 között Fools Apprentica című önéletrajzi regényén dolgozott. Később filmezéssel is megpróbálkozott, és különböző nem túl sikeres üzleti vállalkozásokba kezdett. Például egy évig dolgozott Hansel and Grete című bábfilmjén, majd saját vállalkozásban elkészítette a Bob függetlenségi nyilatkozata című filmjét, amely szerény sikert, és nem túl sok bevételt eredményezett.
Fénykorában remekül élt és bőkezűen költekezett. Nem sokat takarított meg a nehezebb napokra. Ismét fotóriportokból kezdett élni. Ám a vég drámaian következett be. Az East River kis szigetén, egy labdarúgó pályán – épp egy New York-i magyarok és a New York-i ukrán csapat mérkőzése közben – újabb szívrohamot kapott. Kórházba szállították, de életét már nem tudták megmenteni.

### Ismertsége Magyarországon
Itthon a harmincas években foglalkoztatott és kedvelt, kitűnő fotóművészként tartották számon. Amerikai sikereiről a Színházi Élet című képes hetilap rendszeresen beszámolt, amíg azt megtehette, a lap 1939-es betiltásáig. Azt követően, lévén a világháború során Amerika és Magyarország ellentétes oldalon állt, az amerikai tudósítások nem kerültek az érdeklődés homlokterébe. A háború után kialakuló szovjet-éra sem kedvezett az emigrációba került, és maradt magyar emberek sorsa megismerésének, jobbára magyar származású amerikai művészként titulálták számos, neves honfitársunkkal egyetemben egyezményesen a lexikonok. Generációk nőttek fel úgy, hogy Munkácsi művészi tevékenységét nem, vagy csak alig ismerhették meg. Magyar kiadásban – a hazai munkásságát is felölelő művészeti album nem jelent meg. Újrafelfedezése, helyén történő hazai értékelése igazából még várat magára, miközben a világ legnagyobb fotóművészei szellemi elődjüknek tekintik Munkácsi munkásságát. 
Henri-Cartier Bresson, a világhírű francia fotóművész nyilatkozata szerint, a fényképész pályát éppen Munkácsi egyik Libériában készült afrikai gyerekeket ábrázoló képe miatt választotta. Edvard Steichen, Ansel Adams a két neves amerikai fotóművész külön-külön is hitet tett Munkácsi mellett akkor, amikor életrajzunkban kiemelték, hogy mindkét nagy fotóművész kezdeti munkásságára hatott Munkácsi vizuális szemlélete.
1990 után változott Munkácsi hazai megítélése, amelyet méltán mutat, hogy a Magyar Fotóriporterek Társasága Munkácsi Márton díjat alapított 1995-ben, amelyet évente a Sajtófotó pályázaton ítél oda a zsűri.

## Fontosabb képei, művei
- Finis (1924)
- Vigyázzunk a gyerekekre (fotómontázs, 1926)
- Levesosztás (1926)
- Sokorópátkai Szabó István karikatúra fényképe (1927)
- Pesti potyázók (képriportsorozat, 1927)
- Eső Szicíliában (1929)
- Három fiú a Tanganyika-tónál (1929 v. 1930)
- Gyerekek egy nyári táborban, madártávlatból (1930)
- Strand (1930)
- Cigarettavég (1931)
- Tréfa a reggelihez (1933)
- Fürdőruha (1935)
- New York World's Fair (1938)

## Egyéni kiállítások
- Spontaneity & Style – International Center of Photography, New York, 1978
- Munkacsi & Daniel Wolff, New York, 1979
- Photofind Gallery, Woodstock – a Retrospective (kat.), Howard Greenberg Gallery, New York, 1985.
- Munkacsi 1896–1963, Pico-Bastille Galerie, Párizs, 1992
- Munkacsi Photographies 1920–1961 – Du Pictorialisme à la Photographie Contemporaine, FNAC Étoile Galerie, Párizs, 1992
- A Retrospective of Munkacsi's Photos, Fashion Institute of Technology, New York, 1993
- Munkácsi & Munkácsi, Magyar Fotográfiai Múzeum, Kecskemét, 1996
- Martin Munkácsi: Think While You Shoot, Ludwig Múzeum-Kortárs Művészeti Múzeum, Budapest, 2010. október 7. – 2011. január 9

## Csoportos kiállítások
- Glamour Portraits, MOMA, New York, 1965
- The Photo Essay, MOMA, New York, 1965
- Fashion 1900-1939, Victoria & Albert Museum, London, 1975
- The History of Fashion Photography, International Museum of Photography, Rochester, New York, 1977
- Fleeting Gestures • Dance Photographs, International Center of Photography, New York, 1979
- Avant-Garde Photography in Germany 1919–1939, San Francisco Museum of Modern Art, San Francisco, 1980
- Tény-kép. A magyar fotográfia története 1840–1981, Műcsarnok, Budapest, 1981
- Magyar fotográfia 1900-1945, Párizs, 1984
- Shots of Style, Victoria & Albert Museum, London, 1985
- The New Vision • Photography Between the Wars, Metropolitan Museum of Art, New York, 1989
- German Photography, Metropolitan Museum of Art, New York, 1990
- Festival International de la Photo de Mode, Paris 1990
- Néprajzi Múzeum, Budapest, 1990

## Írásai, könyvei
- Munkácsi Márton: Sportfotografálás – Magyar Fotográfia, 1924. 9-10. sz.
- Munkácsi Márton: A fotóriporter – Ma Este, 1925
- Martin Munkacsi: Fool's Apprentice; The Readers Press, New York, 1945
- Martin Munkacsi: Nudes, New York, 1951

## Szakirodalom
A szócikk Colin Osman, Kincses Károly, valamint Incze Sándor önéletrajzi könyvének forrásából készült. 
- Munkácsi Márton – Berlini Futár, 1931
- Nicholas Ház: Martin Munkácsi – Camera Graft, 1935. július
- Palásti László: Munkácsi Márton életútja – Fényképművészeti Tájékoztató, 1963. 5-6. sz.
- Keér D.-Palásti L.: Fény és árnyék, Fotó, 1963
- Althaus, P. F.: Glamour Portraits, Camera, 1965. november
- Lohse, B.: Photo-Journalismuseum. The Legendary Twenties, Camera, 1967/4.
- Munkácsi biográfia – Esti Hírlap, 1975. márc. 1.
- Colin Osman: Munkacsi in: Creative Camera, International Year Book, 1977, London, 1976
- Colin Osman: Spontaneity & Style. / Munkacsi A Retrospective (kat., bev. tan.), International Center of Photography, New York, 1978
- White, N.-Esten, J.: Style in Motion. Munkacsi Photographs of the 20s, 30s, 40s., New York, 1979
- Colin Osman: Munkácsi Márton, Fotóművészet, 1979/2.
- Járai Rudolf: A riportfotó kialakulása, Fotó, 1982/11.
- Joan Munkácsi: Munkacsi a Retrospective (kat., bev. tan., Howard Greenberg Gallery, New York, 1985)
- Horvat, F.: My Father – Munkacsi Interview with Joan Munkacsi, Photographers International, 1992/6.
- Morgan, S.: Munkacsi, An Aperture Monograph, New York, 1993
- Munkácsi & Munkácsi; szöveg Kincses Károly, Markovics Ferenc; Magyar Fotográfiai Múzeum–Magyar Fotográfiai Szaksajtó Alapítvány, Kecskemét–Bp., 1996 (A magyar fotográfia történetéből)
- Kincses Károly: Mérték. Brassai, Capa, Kertész, Munkácsi, Moholy; Magyar Fotóművészek Szövetsége–Magyar Fotográfiai Múzeum, Bp.–Kecskemét, 2006 (A magyar fotográfia történetéből)
- Martin Munkácsi magazin. A Ludwig Múzeum – Kortárs Művészeti Múzeum, Budapest kiadványa; szerk. Nagy Gergely, Oltai Kata; Ludwig Múzeum-Kortárs Művészeti Múzeum, Bp., 2010
- Wgy szempillantás alatt; szerk. Pfisztner Gábor, szöveg Pfisztner Gábor, Csipes Antal, Kemény Zoltán; Ludwig Múzeum Baráti Köre Egyesület, Bp., 2010
- Eyewitness. Hungarian photography in the twentieth century. Brassaï, Capa, Kertész, Moholy-Nagy, Munkácsi. Royal Academy of Arts, London, 30 June – 2 October 2011; szerk. Baki Péter, Colin Ford, közrem. George Szirtes; Royal Academy of Arts, London, 2011

## Külső hivatkozások
- https://web.archive.org/web/20081003040652/http://artportal.hu/lexikon/muveszek/munkacsi_marton
- https://web.archive.org/web/20090202185401/http://www.mtklub.hu/munkacsi
- https://web.archive.org/web/20090311003212/http://www.cafefrei.hu/talalkozhat_vele/article.php?id=28
- http://www.newyorker.com/arts/critics/books/2007/03/19/070319crbo_books_thurman
- cikk a cspv.hu-n (2010 szeptember)
- http://www.ludwigmuseum.hu/site.php?inc=kiallitas&kiallitasId=732&menuId=43 Archiválva 2011. január 7-i dátummal a Wayback Machine-ben